# Edouard Castres

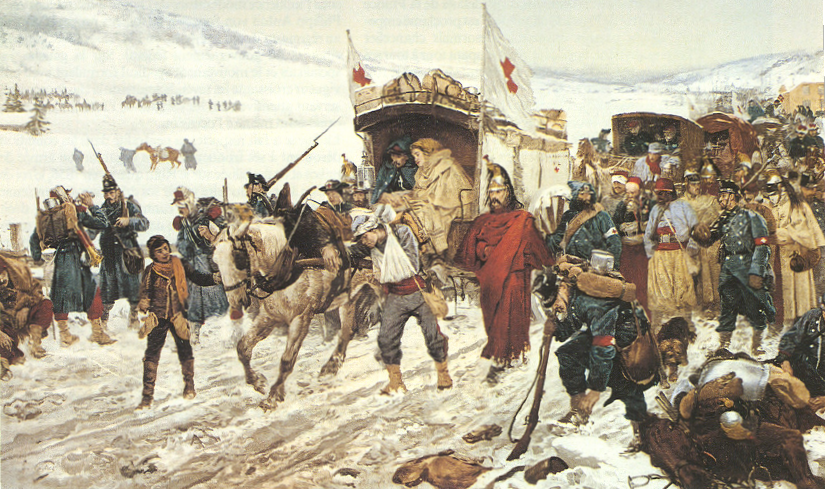
Aquarel door Castres: aftocht van het Franse leger van generaal Charles-Denis Bourbaki tijdens de Frans-Duitse oorlog

Edouard Castres (Genève, 21 juni 1838 - Annemasse, 28 juni 1902) was een Zwitserse kunstenaar.

## Biografie
Castres studeerde schone kunsten bij Barthélemy Menn in Genève voorafgaand aan zijn inschrijving aan de École des Beaux-Arts in Parijs. Hij nam deel aan de Frans-Duitse Oorlog van 1870-71 als vrijwilliger bij het Franse Rode Kruis, waarbij hij generaal Charles-Denis Bourbaki's Oostelijke Leger vergezelde gedurende de laatste fase van de oorlog. Als herinnering daaraan maakte hij enkele olieverfschilderijen over het dagelijks leven van de soldaten in de besneeuwde Jura. Zijn werk wordt opgemerkt door de zakenman Benjamin Henneberg die Castres de realisatie van een panorama met een omtrek van 40 meter, van de capitulatie van generaal Bourbaki's leger toevertrouwt. In 1876 begint hij met de eerste opzet en hij voltooit het doek in 1881 met een groep schilders onder wie Ferdinand Hodler. Dit Bourbaki-panorama van uiteindelijk 112 bij 10 meter, wordt getoond in een rotunda in Luzern.